# Villers-lès-Luxeuil
Villers-lès-Luxeuil är en kommun i departementet Haute-Saône i regionen Bourgogne-Franche-Comté i östra Frankrike. Kommunen ligger i kantonen Saulx som tillhör arrondissementet Lure. År 2022 hade Villers-lès-Luxeuil 312 invånare.

## Befolkningsutveckling
Antalet invånare i kommunen Villers-lès-Luxeuil
| Referens: INSEE |